# Martínovka (Kursk)
Martínovka (en ruso: Мартыновка) es un pueblo ruso perteneciente al óblast de Kursk. Situado en el suroeste del país, forma parte del raión de Sudzha.

## Toponimia
Otro nombre de importancia local es Martínivka (en ucraniano: Мартинівка).

## Geografía
Martínovka está situado a orillas del río Smerditsa, 9 km al noreste de Sudzha y 80 km al suroeste de Kursk. También se encuentra a 15 km de la frontera ruso-ucraniana.  

## Historia
El 11 de agosto de 2024, el pueblo fue escenario de una incursión en la óblast de Kursk de las Fuerzas Armadas de Ucrania en el transcurso de la guerra ruso-ucraniana. El 15 de agosto, el gobierno ucraniano anunció la formación de una administración militar para brindar ayuda humanitaria a los civiles y mantener la ley y el orden, donde se integró a Martínovka. El 8 de marzo de 2025 el think tank estadounidense, Instituto para el Estudio de la Guerra, que cita como fuente a blogueros militares rusos, publicó que la aldea había volvió a quedar bajo el control de las Fuerzas Armadas rusas. Unos días después el Ministerio de Defensa ruso anunció en un comunicado oficial la «liberación» de la localidad.

## Demografía
La evolución demográfica de Martínovka entre 2002 y 2010 fue la siguiente:
| 700                            | 687 | 714 |
| (Fuente: Population of Russia) |     |     |